# 九里川尻駅
九里川尻駅（くりかわしりえき）は、石川県鳳珠郡能登町九里川尻にあった、のと鉄道能登線の駅である。2005年（平成17年）、能登線の廃止により廃駅となった。

## 歴史
- 1963年（昭和38年）10月1日：日本国有鉄道（国鉄）能登線の能登川尻駅（のとかわしりえき）として開業[2]。旅客のみを取り扱う無人駅[3]。
- 1987年（昭和62年）4月1日：国鉄分割民営化により西日本旅客鉄道に承継される[1]。
- 1988年（昭和63年）3月25日：のと鉄道に転換、同時に九里川尻駅に改称[1]。
- 2005年（平成17年）4月1日：能登線廃止に伴い廃駅となる。

## 駅構内

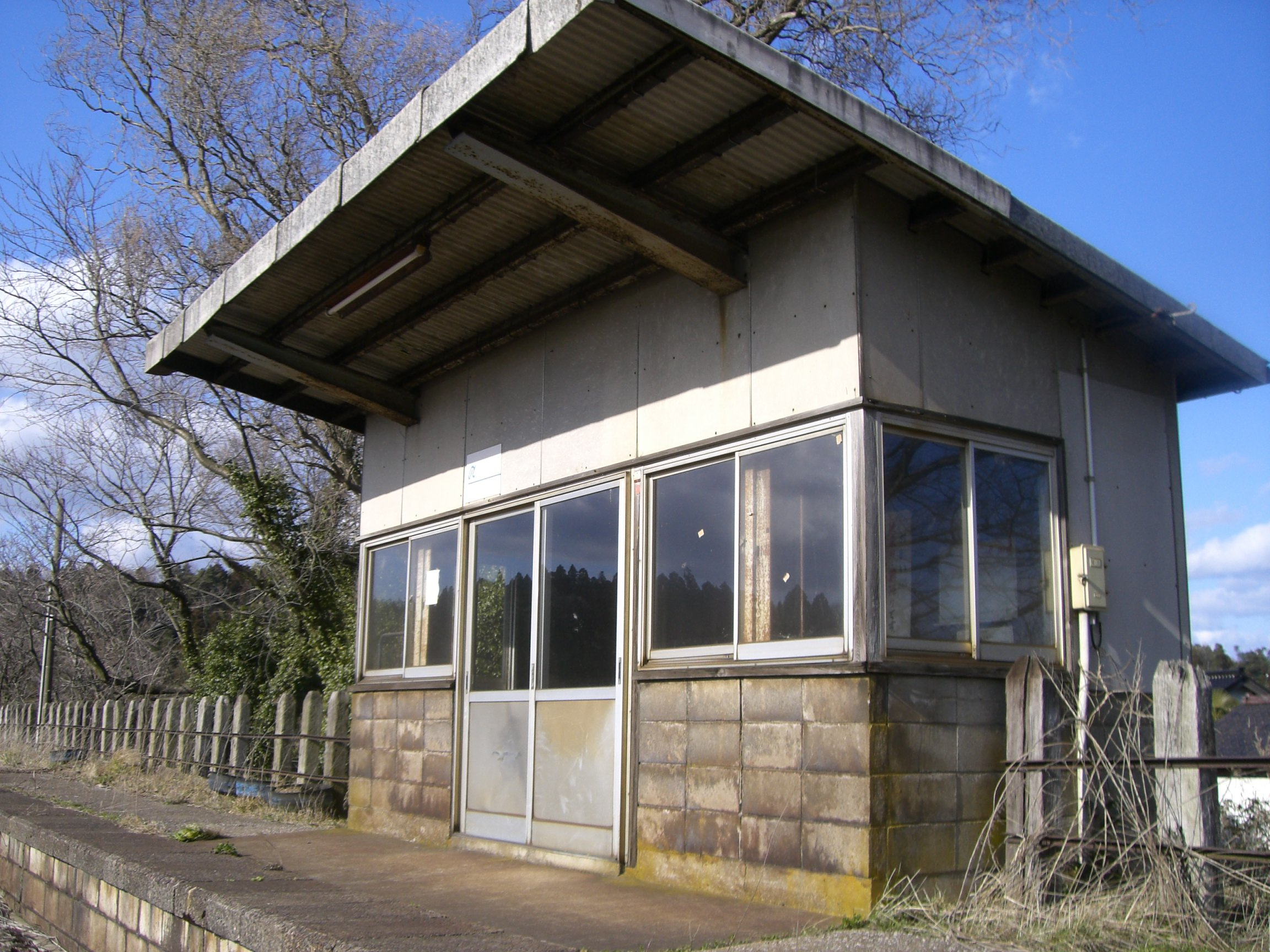
待合室（2007年3月）

単式ホーム1面1線を有する地上駅。無人駅であった。

## 駅周辺
珠洲市内にある高校に通うため、高校生の利用者が多かった。
- 九里川尻川
- 内浦総合運動公園
- キリコ橋
- 能登少年自然の家

## 隣の駅
のと鉄道
能登線
白丸駅 - 九里川尻駅 - 松波駅